# Wang Chung
Wang Chung é uma banda inglesa de new wave que ficou famosa nos anos 80 com as músicas "Dance Hall Days" e "Everybody Have Fun Tonight". A banda alcançou a 2.ª posição nas paradas americanas e canadenses.

## Discografia

### Álbuns

#### Estúdio
| Ano  | Informação                                                                       | Desempenho em Paradas Musicais | Desempenho em Paradas Musicais | Desempenho em Paradas Musicais | Certificação |
| Ano  | Informação                                                                       | U.S.                           | UK                             | NZ                             | Certificação |
| ---- | -------------------------------------------------------------------------------- | ------------------------------ | ------------------------------ | ------------------------------ | ------------ |
| 1982 | Huang Chung - Formats: Vinyl, cassette, CD (1995 reissue only)1                  | -                              | -                              | -                              |              |
| 1984 | Points on the Curve - Formats: CD, LP, cassette, digital download                | 30                             | 34                             | 25                             |              |
| 1985 | To Live and Die in L.A. Soundtrack - Formats: CD, LP, cassette, digital download | 85                             | -                              | -                              |              |
| 1986 | Mosaic - Formats: CD, LP, cassette                                               | 41                             | -                              | -                              | RIAA: Gold   |
| 1989 | The Warmer Side of Cool - Formats: CD, LP, cassette                              | 123                            | -                              | -                              |              |
| 2010 | Abducted by the 80's - Formats: 2CD, download                                    | -                              | -                              | -                              |              |
| 2012 | Tazer Up! - Formats: download                                                    | -                              | -                              | -                              |              |

#### Coletâneas
| Ano  | Informação                                                                                               | Desempenho em Paradas Musicais | Desempenho em Paradas Musicais | Certificação |
| Ano  | Informação                                                                                               | U.S.                           | UK                             | Certificação |
| ---- | --- | ------------------------------ | ------------------------------ | ------------ |
| 1997 | Everybody Wang Chung Tonight: Wang Chung's Greatest Hits - Formats: CD, LP, cassette, digital download   | -                              | -                              |              |
| 2002 | 20th Century Masters - The Millennium Collection: The Best of Wang Chung - Formats: CD, digital download | -                              | -                              |              |

### Singles
| Ano                                     | Single                              | Peak Desempenho em Paradas Musicais | Peak Desempenho em Paradas Musicais | Peak Desempenho em Paradas Musicais | Peak Desempenho em Paradas Musicais | Peak Desempenho em Paradas Musicais | Peak Desempenho em Paradas Musicais | Peak Desempenho em Paradas Musicais | Album                                                    |
| Ano                                     | Single                              | UK                                  | CAN                                 | NZ                                  | US                                  | US Dance                            | US Main                             | US Mod                              | Album                                                    |
| --------------------------------------- | ----------------------------------- | ----------------------------------- | ----------------------------------- | ----------------------------------- | ----------------------------------- | ----------------------------------- | ----------------------------------- | ----------------------------------- | -------------------------------------------------------- |
| 1980                                    | "Isn't It About Time We Were On TV" | —                                   | —                                   | —                                   | —                                   | —                                   | —                                   | —                                   | Non-album song                                           |
| 1980                                    | "Stand Still"                       | —                                   | —                                   | —                                   | —                                   | —                                   | —                                   | —                                   | Non-album song                                           |
| 1981                                    | "Hold Back the Tears"               | —                                   | —                                   | —                                   | —                                   | —                                   | —                                   | —                                   | Huang Chung                                              |
| 1982                                    | "Ti Na Na"                          | —                                   | —                                   | —                                   | —                                   | —                                   | —                                   | —                                   | Huang Chung                                              |
| 1982                                    | "China"                             | —                                   | —                                   | —                                   | —                                   | —                                   | —                                   | —                                   | Huang Chung                                              |
| 1983                                    | "Don't Be My Enemy"                 | 92                                  | —                                   | —                                   | 86                                  | 17                                  | 29                                  | —                                   | Points on the Curve                                      |
| 1984                                    | "Don't Let Go"                      | 81                                  | 26                                  | —                                   | 38                                  | 1                                   | 16                                  | —                                   | Points on the Curve                                      |
| 1984                                    | "Dance Hall Days"                   | 21                                  | 5                                   | 6                                   | 16                                  | 1                                   | 8                                   | —                                   | Points on the Curve                                      |
| 1984                                    | "Wait"                              | 87                                  | —                                   | —                                   | —                                   | 17                                  | —                                   | —                                   | Points on the Curve                                      |
| 1985                                    | "To Live and Die in L.A."           | —                                   | —                                   | —                                   | 41                                  | —                                   | 21                                  | —                                   | To Live and Die in L.A.                                  |
| 1985                                    | "Fire in the Twilight"              | —                                   | —                                   | —                                   | 110                                 | —                                   | —                                   | —                                   | Breakfast Club (soundtrack)                              |
| 1986                                    | "Everybody Have Fun Tonight"        | 76                                  | 2                                   | 23                                  | 2                                   | 4                                   | 25                                  | —                                   | Mosaic                                                   |
| 1987                                    | "Let's Go"                          | 81                                  | 9                                   | 19                                  | 9                                   | 41                                  | 18                                  | —                                   | Mosaic                                                   |
| 1987                                    | "Hypnotize Me"                      | —                                   | 46                                  | —                                   | 36                                  | —                                   | 13                                  | —                                   | Mosaic                                                   |
| 1989                                    | "Praying to a New God"              | —                                   | 59                                  | —                                   | 63                                  | —                                   | 31                                  | 22                                  | The Warmer Side of Cool                                  |
| 1997                                    | "Space Junk"                        | —                                   | —                                   | —                                   | —                                   | —                                   | —                                   | —                                   | Everybody Wang Chung Tonight: Wang Chung's Greatest Hits |
| 1997                                    | "Dance Hall Days" (re-issue)        | —                                   | —                                   | —                                   | 107                                 | —                                   | —                                   | —                                   | Everybody Wang Chung Tonight: Wang Chung's Greatest Hits |
| 2011                                    | "Rent Free"                         | —                                   | —                                   | —                                   | —                                   | —                                   | —                                   | —                                   | Abducted by the 80's                                     |
| "—" denotes releases that did not chart |                                     |                                     |                                     |                                     |                                     |                                     |                                     |                                     |                                                          |